# Al Mawasit (huyện)
Huyện Al Mawasit là một huyện thuộc tỉnh Ta`izz, Yemen. Đến thời điểm năm 2003, huyện này có dân số 115857 người